# Igor Zelenovič - Iggy
Igor Zelenovič Iggy, slovenski kitarist, * 17. december 1966, Celje, † 28. junij 2013, Koludrje.
Iggy se je leta 1982 pridružil Daretu Poprijanu in Francu Podgoršku v zasedbi Celjski grofje, ki je že takrat igrala avtorsko glasbo. Gre za pionirske korake celjske heavy metal glasbe. Kmalu se je pridružil tudi Goran Obrez. Skupina se je sčasoma prelevila v Phenix.
Zelenovič je nekaj časa igral v bendu Xenon, bil pa je tudi soustanovitelj skupine Veronique (na fotografiji drugi z desne). Od leta 1984 dalje je uporabljal kitaro Ibanez Roadstar II series, model Steve Lukather. Njegov stil igranja je bil mešanica klasične stare blues rock šole Rory Gallagher in Jimmy Page - ter heavy metal stila sedemdesetih in osemdesetih let.
Velik vpliv na Iggy-ja je imel Yngwie Malmsteen in kasneje Vinnie Moore ter Joe Satriani.
Po letu 1990 je igral jazz rock oziroma fusion, sodeloval na jam sessionih in snemanjih. Umrl je v 46. letu starosti, povsem nepričakovano ter iznenada.

## Diskografija
- Vietnam, Odhod v raj (Phenix, vokal Goran Obrez)